# O min Gud, vad härlig dager
O min Gud, vad härlig dager är en psalm med text skriven av Johan Olof Wallin.

## Publicerad i
- 1819 års psalmbok som nr 349 under rubriken "Kristligt sinne och förhållande".[1]